# 꼬리를 찾아줘!
꼬리를 찾아줘!》는 대한민국의 작가 강명운이 쓰고 Cherrypin이 삽화를 담당한 라이트 노벨이다. 시드노벨(디앤씨미디어)에서 발행되었다.

## 단행본 목록
- 《꼬리를 찾아줘! 1》, 2008-01-01, ISBN 9788961459617
- 《꼬리를 찾아줘! 2》, 2008-03-01, ISBN 9788961459624
- 《꼬리를 찾아줘! 3》, 2008-11-01, ISBN 9788961459877
- 《꼬리를 찾아줘! 4》, 2009-03-01, ISBN 9788961458993
- 《꼬리를 찾아줘! 5》, 2009-06-01, ISBN 9788961458504
- 《꼬리를 찾아줘! 6》, 2009-10-01, ISBN 9788926780169
- 《꼬리를 찾아줘! 7》, 2010-08-01, ISBN 9788926780428
- 《꼬리를 찾아줘! 7.5》, 2011-02-01, ISBN 9788926780640
- 《꼬리를 찾아줘! 8》, 2011-06-01, ISBN 9788926780787
- 《꼬리를 찾아줘! 9》, 2012-08-01, ISBN 9788926781548
- 《꼬리를 찾아줘! 10》, 2013-07-01, ISBN 9788926782286